# Estrelles del Kremlin
Les Estrelles del Kremlin (rus: Кремлёвские звёзды) són les estrelles pentagonals luminescents de robí, instal·lades durant la dècada de 1930 sobre cinc torres del Kremlin de Moscou, en substitució de les àligues daurades que simbolitzaven la Rússia Imperial.

## Instal·lació

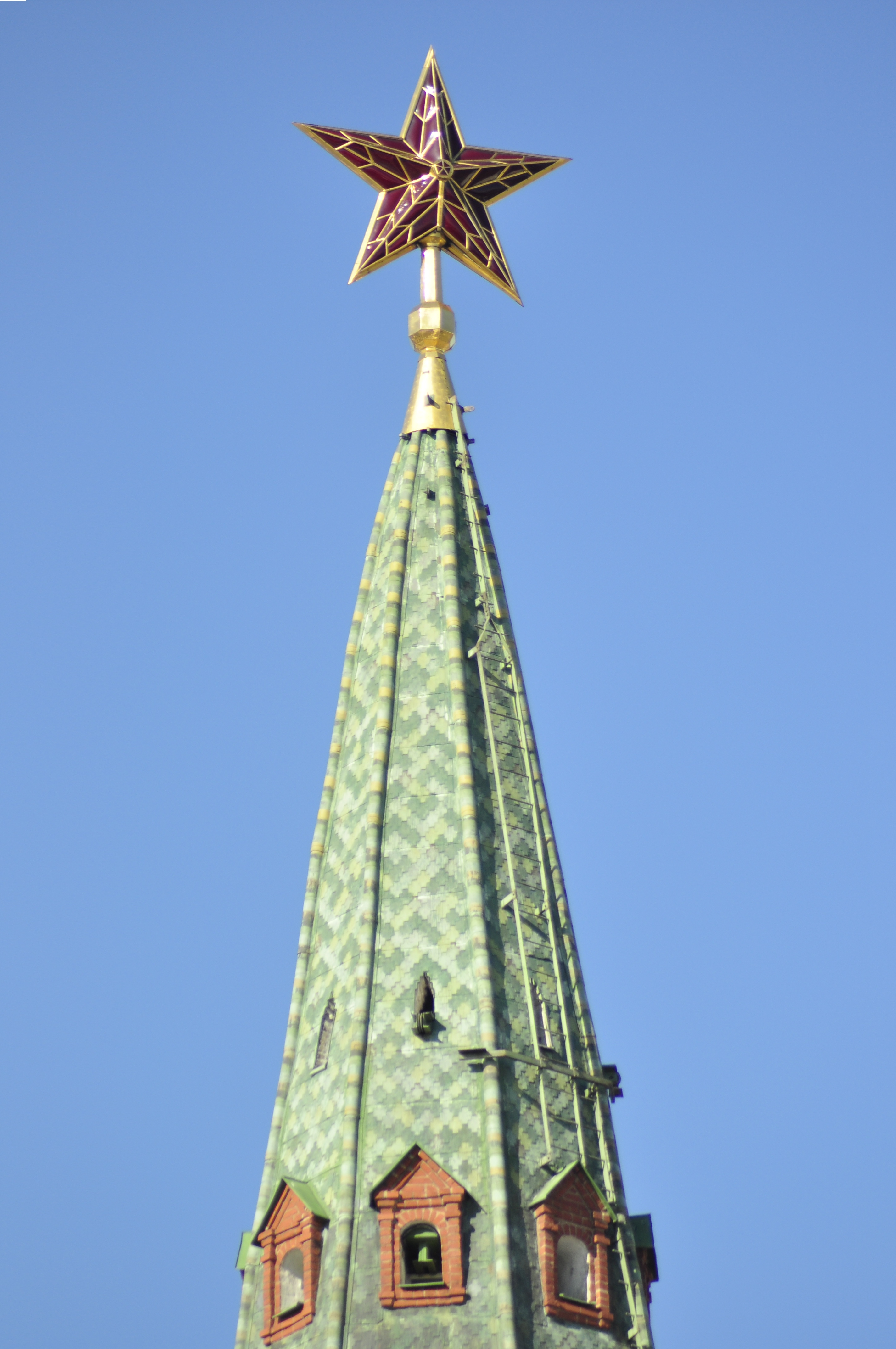
Una estrella del Kremlin

La primera estrella del Kremlin va ser instal·lada al capdamunt de la torre Spàsskaia el 25 d'octubre de 1935. Durant la setmana següent, se n'instal·laren tres més, aquestes sobre les torres Tróitskaia, Nikólskaia i Borovítskaia. Aquestes estrelles substituïen les àguiles bicèfales de coure daurat, instal·lades durant l'època prerevolucionària, que formaven part de l'escut de la Rússia Imperial.
El cos de cadascuna de les estrelles estava fet d'acer inoxidable i cobert amb coure platejat. Les estrelles del Kremlin estaven decorades amb la falç i el martell en ambdós costats, fets de pedres semiprecioses dels Urals. La instal·lació de les primeres estrelles no complí les expectatives dels dissenyadors car les superfícies de les gemmes van perdre el seu llustre i van haver de ser polides de nou. El 1937, aquestes estrelles van ser substituïdes per unes de noves fetes de vidre vermell, en ocasió del vintè aniversari de la Revolució d'Octubre de 1917. S'instal·la una nova estrella, aquesta sobre la torre Vodovzvódnaia.

## Característiques de les estrelles

Disseny d'una estrella del Kremlin

La mida i forma de cadascuna de les estrelles va ser definida a partir de l'alçada i les característiques arquitectòniques de cadascuna de les torres. La distància entre els punts finals de les bigues de les estrelles instal·lada a la torre Vodovzvódnaia és de 3 metres, a la torre Borovítskaia, 3,2 metres; a la torre Tróitskaia, 3,5 metres; mentre que a les torres Nikólskaia i Spàsskaia, 3,75 metres. La construcció del coixinet de cadascuna de les estrelles del Kremlin està feta d'acer inoxidable i representa una estrella pentagonal, les puntes de cadascuna té la forma d'una piràmide tetraèdrica.
La duresa i rigidesa de la construcció va ser dissenyada per aguantar una pressió màxima d'un vent huracanat que arribés als 200 kp per metre quadrat (2 kPa). Malgrat la considerable massa de cadascuna de les estrelles (aproximadament una tona), giren molt fàcilment quan el vent canvia de direcció. A causa de la seva forma, cadascuna de les estrelles sempre es posa de manera amb la seva part frontal contra el vent.
Les estrelles del Kremlin estan il·luminades des de l'interior mitjançant làmpades d'incandescència per tal que es puguin veure contra el cel. Tota la distribució de la llum de l'interior de les estrelles està garantida per refractors, consistents en plaques de vidre prismàtiques. La potència d'aquestes làmpades (3,7 kW a les estrelles de les torres Borovítskaia i Vodovzvódnaia de 5 kW a les altres tres) asseguren la bona visibilitat de les estrelles sigui de dia o de nit. Les làmpades tenen una eficàcia lluminosa de 22 lm/W. Les làmpades de 5 kW fan 383 mm de longitud, i el diàmetre de les seves retortes és de 177 mm. Cadascuna de les làmpades produeix un munt d'escalfor, havent de ser refredades. Per aquest propòsit, cadascuna de les torres està equipada amb dos ventiladors dirigits cap a l'estrella.
Quan les estrelles estaven cobertes de vidre, els experts van haver de prendre en consideració el fet que haurien de brillar durant la nit i de mantenir el seu color vermell robí durant el dia, de manera que el filament elèctric de les làmpades fos invisible. A més, els experts van haver de considerar el fet que el vidre vermell il·luminat des de fora pel Sol pràcticament semblaria negre. El 1946 van instal·lar una combinació de diferents tipus de vidre per a les estrelles, principalment vermell robí i blanc llet amb una capa de vidre transparent entre ells. El vidre blanc llet dispersa la llum de les làmpades i reflecteix la majoria de la llum diürna al mateix temps, suavitzant la foscor del vidre robí durant el dia. Per tal d'assolir més contrast i de destacar les bigues de les estrelles, van instal·lar vidres de robí de diversos tons, de manera que només absorbissin els raigs vermells amb una longitud d'ona inferior a 6,2 µm. El gruix del vidre de les estrelles és d'entre 6 i 8 mm. L'àrea d'una estrella coberta amb vidre equival a 6 m². Les tres capes especials de vidre (blanc lletós, cristall transparent i robí) van ser fabricades per la fàbrica de vidre de Gus-Khrustalni. La capa de robí va ser acolorida afegint or col·loidal al vidre.
La maquinària que serveix a les estrelles del Kremlin està localitzada dins de les torres. Hi ha dispositius especials d'elevació per a la neteja periòdica de les estrelles, tant al seu interior com al seu exterior, per retirar la pols i el sutge. Les màquines substitueixen les làmpades cremades en uns 30-35 minuts. Tot el procés és observat per diversos experts des d'una cambra de control especial.